# Райчу
Ра́йчу (яп. ライチュウ Райтю:, англ. Raichu) — покемон, существо из серии игр, манги и аниме «Покемон», принадлежащей компаниям Nintendo и Game Freak. Райчу является покемоном, в которого может эволюционировать Пикачу, талисман франшизы. Райчу был создан Кэном Сугимори вместе с командой разработчиков Game Freak и впервые появился в играх Pokémon Red и Blue, а затем и в различном мерчендайзе, спин-оффах, анимационной и печатной адаптациях франшизы. Райчу относится к электрическому типу покемонов и способен держать в своём теле более 100 тысяч вольт электричества.

## Реакция и отзывы
Со своего первого появления в играх Райчу был принят критиками в целом положительно. Газета Chicago Sun-Times назвала Райчу своим «любимчиком». Лоредана Липперини, автор книги Generazione Pókemon: i bambini e l’invasione planetaria dei nuovi, отметила тот факт, что Райчу не является таким популярным, как Пикачу. Райан Омега, автор Anime Trivia Quizbook: From Easy to Otaku Obscure, Episode 1, писал, что Райчу «не такой уж милый» и, по его мнению, именно из-за этого Эш не захотел, чтобы Пикачу эволюционировал в Райчу в аниме. Пьер Бруно, автор La culture de l’enfance à l’heure de la mondialisation, сравнил битву между Райчу и Пикачу в аниме с библейской историей о Давиде и Голиафе. IGN писал, что хоть Райчу не такой милый, как Пикачу, у него есть другие хорошие качества. Однако редактор IGN «Pokémon of the Day Chick» отмечала, что Райчу «любят многие, а ненавидят ещё больше». Также она писала, что ненависть к Райчу не такая сильная, как ненависть к Пикачу, и что Райчу «выглядит глупо». Бретт Элстон, редактор сайта GamesRadar, заметил, что из-за высокого внимания к Пикачу «легко забыть, что Райчу вообще существует».